# Harry Vos
Henry Antonie Vos (Hága, 1946. szeptember 4. – Delft, 2010. május 19.) holland válogatott labdarúgó.
A holland válogatott tagjaként részt vett az 1974-es világbajnokságon.

## Sikerei, díjai
Feyenoord
- Holland bajnok (1): 1970-71

PSV
- Holland bajnok (2): 1974-75, 1975–76
- Holland kupagyőztes (2): 1973-74, 1975–76

Hollandia
- Világbajnoki ezüstérmes (1): 1974